# Virus respiratoire syncytial
Pour les articles homonymes, voir VRS.
Orthopneumovirus hominis
Espèce
Synonymes
- Human orthopneumovirus
- Human respiratory syncytial virus
- Respiratory syncytial virus

Le virus respiratoire syncytial ou Orthopneumovirus hominis (VRS, ou HRSV pour human respiratory syncytial virus ; de syncytium) est la cause la plus fréquente, dans le monde, d'infections respiratoires des jeunes enfants. Très contagieux, ce virus infecte principalement les nourrissons âgés de moins de un an. Chez l'adulte, l'infection à VRS est plus rare, souvent bénigne (sauf chez le sujet âgé), elle est responsable d'une rhinite ou d'un syndrome pseudogrippal dans les formes plus sévères.
L'infection peut survenir comme surinfection après une infection primaire par SARS-CoV-2, le virus responsable de la maladie à coronavirus 2019. L'infection semble aussi facilitée par l'exposition des poumons à la pollution de l'air. Chez l'enfant, elle semble souvent remarquablement bien coïncider dans le temps avec la virose provoquée par le rotavirus en novembre, en décembre, et en janvier (dans l'hémisphère nord). Cette co-infection favorise l'encombrement des services pédiatriques hospitaliers en région parisienne, et conduit à plusieurs infections nosocomiales.

## Origine
Le VRS aurait franchi la barrière des espèces au cours du Néolithique dans l'est de la Turquie, passant des bovins élevés dans cette région à l'humain.

## Découverte
En 1956, Morris et al. isolent un virus d'une population de chimpanzés enrhumés ; ils le nomment CCA (Chimpanzee Coryza Agent). En 1957, ce même virus est identifié par Robert M. Chanock (en) comme étant celui ayant affecté des enfants atteints de pneumopathies et de laryngites. Il le nomme virus respiratoire syncytial.

## Description
C'est un virus à ARN monocaténaire (un seul brin d'ARN, non fragmenté) de polarité négative, de type « enveloppé », à capside à symétrie hélicoïdale. Il appartient à la famille des Pneumoviridae, et au genre Orthopneumovirus.
Taille : de 150 à 400 nm de diamètre environ.

## Données épidémiologiques
Il s'agit de la cause principale des bronchiolites de l'enfant,.
La prévalence mondiale en 2005 est estimée à près de 34 millions de cas chez les enfants de moins de cinq ans, dont 10 % sont des formes graves avec environ 100 000 décès. En France, on dénombre environ 460 000 cas/an chez les nourrissons. Ce virus ne semble actif qu'en saison froide (d'octobre à mars-avril en Europe de l'Ouest et Amérique du Nord).
L'incubation est de 2 à 8 jours.

## Contagion
La transmission est réputée se faire essentiellement par voie respiratoire, soit par particules aérosoles expulsées par la personne contagieuse lorsqu'elle respire, parle, tousse, ou éternue. Le virus effectue sa réplication dans le rhinopharynx où il peut soit rester, soit diffuser.

## Description de la maladie
Une infection par le VRS peut se compliquer et devenir une bronchiolite chez le jeune enfant, qui peut entraîner dans des cas exceptionnels l'hospitalisation. La bronchiolite a une durée d'incubation courte (2 à 4 jours) elle commence par une rhinite avec une fièvre modérée. Dans la plupart des cas, on a une évolution favorable en une dizaine de jours. Dans 2/3 des cas, on a une forme récidivante. Elle peut évoluer vers des formes graves, par exemple une insuffisance respiratoire.
Les réinfections sont fréquentes.
Il existe également des formes de l'adulte et de la personne âgée, se manifestant par un tableau de bronchite fébrile, avec une gravité comparable à celle de la grippe chez ces derniers,. L'atteinte est plus fréquente chez les patients cardiaques, entraînant fréquemment des complications cardiovasculaires.

## Diagnostic
En pratique le diagnostic est clinique et aucun examen n'est nécessaire.
Dans certains cas l'on peut être amené à effectuer un diagnostic de certitude, essentiellement un diagnostic direct. On dispose de plusieurs méthodes :
- détection d'antigènes par immunofluorescence (test rapide);
- culture sur cellules sanguines[Lesquelles ?], méthode facile;
- amplification du génome viral par PCR (technique la plus sensible).

La sérologie présente peu d'intérêt.

## La pollution de l'air comme facteur de risque
L'infection par ce virus semble facilitée par l'exposition des poumons à la pollution de l'air, et en particulier aux PM10 et au NO2 qui augmentent aussi la gravité de l'infection (plus d'hospitalisations) ainsi que sa létalité (effects cerébrovasculaires plus importants avant l'âge de 75 ans, selon une étude faite en Italie, publiée en 2016).

## Prévention
Comme pour tous les virus, il est recommandé d'éviter le contact avec des personnes infectées (foule, transports en commun, baisers sur le visage et sur les mains de la part d'adultes et d'enfants), utiliser du matériel à usage unique ou personnel (jouets, mouchoirs), se laver les mains avant de s'occuper de l'enfant et surtout se laver les mains après s'être occupé d'un enfant malade.

Le virus peut survivre plusieurs jours sur des objets (dits « fomite »).
D'une manière générale, mais tout particulièrement lorsqu'une rhinite ou tout autre infection respiratoire est en cours chez un enfant, il faut éviter tout ce qui peut gêner la respiration ou entraîner une diminution de la capacité respiratoire ; ne pas fumer, aérer la chambre 20 minutes par jour, ne pas avoir d'atmosphère trop sèche, coucher l'enfant sur le dos, sans draps ni doudou. Chez le nourrisson, la respiration est presque exclusivement nasale ; ainsi la rhinite, bilatérale ou non, peut vite se compliquer d'une difficulté respiratoire ou dyspnée.
Depuis 1999, un traitement préventif des infections à RSV est disponible : il s'agit d'un anticorps monoclonal, le palivizumab, commercialisé sous le nom de Synagis. Compte tenu du coût élevé de cette thérapeutique, elle est réservée aux enfants à risque (prématuré de moins de 35 semaines, enfants de moins de deux ans souffrant de dysplasie bronchopulmonaire ou de cardiopathie congénitale). Ce médicament est disponible exclusivement dans les pharmacies des établissements hospitaliers.
Le nirsevimab est un anticorps monoclonal, ciblant la protéine de fusion du virus dans l'une de ses conformations, dont la demi-vie est suffisamment longue pour protéger les nouveau-nés à terme ou prématurés pendant tout un hiver, avec une seule injection intramusculaire.

### Vaccins
Trois vaccins sont disponibles :
- Arexvy de GSK : antigène RSVPreF3 (protéine F recombinante en forme préfusion) et adjuvant AS01E ;
- Abrysvo de Pfizer utilisant les formes préfusionnelles de la protéine F (protéine de fusion cellulaire) des souches A et B du virus[17],[18]. Pfizer a obtenu le statut de thérapie innovante pour ce vaccin visant la protection des nourrissons par vaccination de la femme enceinte[19]. La réduction globale des infections des voies respiratoires inférieures et des hospitalisations liées au VRS au cours des 6 premiers mois de la vie est d'environ 50 %[20] ;
- mRESVIA de Moderna utilise la technique de l'ARN messager[21].

Les trois vaccins sont adaptés à la vaccination des seniors (en France, 75 ans et plus ou 65 ans et plus avec pathologies respiratoires ou cardiaques chroniques). Abrysvo permet la protection des nouveau-nés par vaccination de la mère entre 32 et 36 semaines d'aménorrhée.
La première analyse de sécurité post-autorisation du vaccin Abrysvo rapporte que les femmes enceintes vaccinées avec le vaccin Abrysvo contre le VRS de Pfizer sont plus susceptibles d’accoucher prématurément.
L'anticorps monoclonal Beyfortus peut aussi être proposé aux nourrissons de moins d'un mois exposés au risque épidémique.

## Traitement
Il repose essentiellement sur des lavages réguliers du nez du nourrisson afin de faciliter la respiration et l'alimentation. La kinésithérapie respiratoire n'est plus recommandée dans la prise en charge des bronchiolites du nourrisson.
La ribavirine est utilisée en aérosol pour soigner les formes graves, permettant de réduire la durée de la ventilation mécanique et celle de l'hospitalisation et est tératogène. Le palivizumab permet d'en diminuer les symptômes et est proposé en prévention chez les sujets fragiles.
Le ziresovir est un inhibiteur de la protéine F du virus et permet la réduction des symptômes de l'infection.

## Référence biologique
- (en) ICTV : Human orthopneumovirus  (consulté le 25 janvier 2021)